# Crittenden
Crittenden és una població dels Estats Units a l'estat de Kentucky. Segons el cens del 2000 tenia 2.401 habitants.

## Demografia
Segons el cens del 2000, Crittenden tenia 2.401 habitants, 870 habitatges, i 634 famílies. La densitat de població era de 408,4 habitants/km².
Dels 870 habitatges en un 46,7% hi vivien nens de menys de 18 anys, en un 55,5% hi vivien parelles casades, en un 12,4% dones solteres, i en un 27,1% no eren unitats familiars. En el 19,7% dels habitatges hi vivien persones soles el 3,8% de les quals corresponia a persones de 65 anys o més que vivien soles. El nombre mitjà de persones vivint en cada habitatge era de 2,76 i el nombre mitjà de persones que vivien en cada família era de 3,19.
Per edats la població es repartia de la següent manera: un 32,5% tenia menys de 18 anys, un 12% entre 18 i 24, un 36,1% entre 25 i 44, un 15% de 45 a 60 i un 4,4% 65 anys o més.
L'edat mediana era de 28 anys. Per cada 100 dones de 18 o més anys hi havia 91,4 homes.
La renda mediana per habitatge era de 40.944 $ i la renda mediana per família de 44.038 $. Els homes tenien una renda mediana de 31.399 $ mentre que les dones 24.556 $. La renda per capita de la població era de 16.573 $. Entorn del 6,2% de les famílies i el 8,4% de la població estaven per davall del llindar de pobresa.

## Poblacions més properes
El següent diagrama mostra les poblacions més properes.